# Don’t Let It Bring You Down
Don’t Let It Bring You Down ist ein Lied von Neil Young, das im September 1970 auf seinem dritten Studioalbum After the Gold Rush erschien.

## Hintergrund
Das Lied erschien auch 1971 auf dem Crosby,-Stills,-Nash-&-Young-Livealbum 4 Way Street, auf Youngs 2007 Album Live at Massey Hall 1971 und auf Youngs Album Live at the Cellar Door, das 1970 aufgenommen wurde. John Reed schrieb 2006 ein Arrangement für das Hampton String Quartet. Auf 4 Way Street sagt Young: "Hier ist ein neuer Song, der dich garantiert runterbringt, er heißt 'Don’t Let It Bring You Down'. Er fängt ganz langsam an und verpufft dann ganz." Daraufhin lacht das Publikum.
Der Song wird in der Double Dropped-C-Stimmung gespielt.

## Coverversionen
- 1989: Victoria Williams auf dem Anthologie-Album The Bridge: A Tribute to Neil Young[6]
- 1995: Annie Lennox auf dem Album Medusa; diese Version erschien auch im Film American Beauty (1999)[7]
- 2010: Chris Cornell bei seiner Acoustic Songbook Show[8]
- 2012: Guns N’ Roses[9]
- 2020: Brad Mehldau auf seinem Album Suite[10]
- 2022: Cowboy Junkies auf dem Coveralbum Songs of the Recollection[11]